# Langelandia aglena
Langelandia aglena là một loài bọ cánh cứng trong họ Zopheridae. Loài này được Reitter miêu tả khoa học năm 1908.